# En sommar för livet
En sommar för livet, finlandssvensk titel: Lekar för vuxna, (franska: Le Grand Chemin) är en fransk film från 1987 regisserad av Jean-Loup Hubert fritt inspirerad av regissörens barndom.
Under den 13:e César-ceremonin vann filmen César för bästa manliga skådespelare till Richard Bohringer och för bästa kvinnliga skådespelare till Anémone.

## Handling
Sommaren 1959 anförtror Claire, en gravid ung mamma övergiven av sin man, sin 9-årige son Louis till sin barndomsvän Marcelle som bor i Rouans, en liten by väster om Nantes, innan hon återvänder till Paris för att föda.
Till en början motvillig och ledsen upptäcker den unge parisaren snabbt livet på landsbygden tack vare Martine, hans första kärlek, en busig och fräck liten granne: tillsammans gör de fyrahundra tillslag. Martine introducerar Louis för sina upptåg och spel.
Så småningom tycker Louis också om Pelo, Marcelles man, men han märker slitningar mellan dem. Pelo dricker mycket och Marcelle verkar inte särskilt lycklig. När han ser den sistnämnde besöka en grav på kyrkogården upptäcker Louis att Marcelle och Pelo präglats av förlusten av sitt barn, Jean-Pierre, som dödföddes tio år tidigare.
Slutligen kommer närvaron av den unge pojken låta dem göra en nystart.

## Rollista
- Anémone – Marcelle, Claires vän
- Richard Bohringer – Pelo, Marcelles man
- Anthony Hubert – Louis, Claires son
- Vanessa Guedj – Martine, den lilla grannen
- Christine Pascal – Claire, mor till Louis
- Raoul Billery – prästen
- Pascale Roberts – Yvonne, Martines mamma
- Mary Matheron – Solange, Martines storasyster
- Daniel Rialet – Simon, Solanges fästman
- Jean-Francois Derec – nusschauffören
- Andre Lacombe – Hippolyte, gravgrävaren
- Denise Péron – grodan Maria
- John Cherlian – den stora
- Eugenie Charpentier – La Lubie
- Thierry Flamand – doktor Gauthier
- Marcelle Lucas och Jeanne Allaire – plockarna
- Christine Hubert – slaktare
- Robert Averty – slaktare
- Marie-Therese Allaire – slaktarens kund
- Paul Bichon – Pelos vän
- Henry Cassard – Raymond, brevbäraren
- Julien Hubert – barn i kyrkan